# Christ Batola
Christ Batola, né le 3 juin 2009 à Bondy, est un footballeur français qui joue au poste d'attaquant à l'ESTAC Troyes.

## Biographie

### Carrière en club
Né à Bondy en France, Christ Batola est passé par plusieurs clubs amateurs de la région parisienne, avant d'intégrer en 2023 le centre de formation de l'ESTAC Troyes, où il s'illustre d'abord en équipes de jeunes,. 

### Carrière en sélection
Christ Batola est international junior avec l'équipe de France des moins de 16 ans à partir de 2024 et jusqu'au Tournoi de Montaigu 2025 remporté par la France, où il s'illustre face au but,, terminant meilleur buteur avec 6 réalisation en 4 matchs,.
En 2025, il est surclassé avec l'équipe de France des moins de 17 ans pour participer au Championnat d'Europe des moins de 17 ans qui a lieu en mai et juin,. Batola s'illustre dès le premier match entrant en jeu et marquant le but du 3-0 qui clot cette victoire contre l'Allemagne. La France atteint ensuite la finale de la compétition après sa victoire face à la Belgique (3-2),.

## Palmarès
France -17 ans
- Championnat d'Europe
  - Finaliste en 2025